# Keersluis Vlissingen
De Keersluis Vlissingen (bij Rijkswaterstaat bekend onder de naam Vlissingen, Binnenschutsluis) is een keersluis in het Kanaal door Walcheren in de Nederlandse gemeente Vlissingen. De sluis is voorzien van één stel puntdeuren en staat (bijna altijd) open en dient als keersluis. De doorvaartbreedte is 19,71 meter aan de bovenzijde, afnemend tot 19,36 m op de drempel. De sluisdrempel ligt op −7,30 meter in het midden, oplopend tot kanaalpeil −5,30 m aan de kanten. Wanneer de sluis bediend moet worden, gebeurt dat ter plaatse.

## Doel of nut
Het doel van deze keersluis is om het waterniveau van de Binnenhavens te scheiden van de rest van het Kanaal door Walcheren. In het verleden was dat bijvoorbeeld om (grote) schepen die gebouwd waren op de scheepswerf De Schelde te water te laten, en naar open water te brengen. Ook nu nog wordt (af en toe) van de mogelijkheid gebruik gemaakt om het waterniveau aan te passen.